# Petra (Spanyolország)
Petra egy község Spanyolországban, a Baleár-szigeteken. Petra Ariany, Santa Margalida, Artà, Sant Llorenç des Cardassar, Manacor, Vilafranca de Bonany, Sant Joan és Sineu községekkel határos. Lakosainak száma 3184 fő (2024).

## Népesség
A település népessége az elmúlt években az alábbi módon változott:
| Lakosok száma | 2634 | 2643 | 2744 | 2886 | 2919 | 2812 | 2774 | 2860 | 3028 | 3184 |
|               | 2001 | 2004 | 2006 | 2009 | 2011 | 2014 | 2016 | 2019 | 2021 | 2024 |